# Spalacopsis phantasma
Spalacopsis phantasma är en skalbaggsart som beskrevs av Bates 1885. Spalacopsis phantasma ingår i släktet Spalacopsis och familjen långhorningar.
Artens utbredningsområde är Guatemala. Inga underarter finns listade i Catalogue of Life.